# Хайсам аль-Гайс
Хайсам аль-Гайс (араб. هيسام القيس‎; род. 1969, Эль-Кувейт) — кувейтский политик, генеральный секретарь ОПЕК с 5 июля 2022 года

## Биография
Родился в октябре 1969 года в Эль-Кувейте . 
В 1990 году он окончил Университет Сан-Франциско по специальности «политология».
В 1993 году аль-Гайс начал работать в Kuwait Petroleum Corporation, где занимал несколько ключевых должностей в различных областях международного маркетинга, специализируясь на переговорах и разработке соглашений о добыче нефти и нефтепродуктов для KPC во всём мире. 
С 2005 по 2007 год возглавлял Пекинский офис KPC, где отвечал за маркетинг и разработку проектов в Китае. 
С 2008 года по 2013 год отвечал за европейскую торговую и маркетинговую деятельность KPC в Лондонском офисе KPC. Позже он был назначен главой Кувейтской делегации в ОПЕК и состоял в этой должности с 2017 по 2021 год. Аль-Гайс ушёл с поста губернатора ОПЕК Кувейта и был назначен заместителем управляющего директора по международному маркетингу государственной KPC.
В январе 2022 года был избран генеральным секретарём ОПЕК.
5 июля 2022 года после смерти Мохаммед Баркиндо стал новым генеральным секретарём ОПЕК .